# Richard Robbins
Richard Robbins (South Weymouth, 4 dicembre 1940 – New York, 7 novembre 2012) è stato un compositore di colonne sonore cinematografiche statunitense.
È autore, tra gli altri, delle musiche di alcuni film di James Ivory, tra cui Casa Howard e Quel che resta del giorno, per cui ottenne una candidatura agli Oscar.
Dichiaratamente gay, ebbe una lunga relazione con l'artista Michael Schell.